# Тарим (река)
Тарим река је главна река Таримског басена, пустињског региона централне Азије и представља најдужу реку у кинеској регији Синкјанг.

## Хидрографија
Река Тарим и већина њених притока потичу из Каракорума и планине Куенлуен. Тарим настаје на ушћу река Кашгар и Јарканд. Након 370 km у реку се уливају Аску и Хотан. Река Аску је главна притока реке Тарим и представља њен једини стални водоток. Тарим се једно време уливао у језеро Лоп Нур, на истоку покрајне Синкјанг. Средином 20. века долази до изградње великог броја акумулационих језера и система за наводњавање које су преусмериле ток реке према пољима, зато услед великог испаравања крајем 20. века долази до пресушивања доњег тока реке, а језеро Лоп Нур је постало исушен базен соли.
Значење речи Тарим је нестабилна пешчана обала, такав водоток је карактеристичан и за друге реке у подручју пустиње Такла Макан.

## Географија
Укупна дужина реке Тарим је 2030 km, с обзиром да Тарим често мења свој канал, дужина реке се често мења током година. Она је плитка, непогодна за пловидбу. Подручје слива реке Тарим је око 557000 km². Значајан део курса Тарима је необликован, без јасног дефинисања корита.
Доњи таримски басен је сушно поље састављено од алувијалних и језерских седимената. Базен је најсуша регија Евроазије. Претежни део се налази у пустињи Такла Макан, чија пешчана површина прелази 270000 km². Поред тога, постоји неколико релативно малих масива песка са површинама од 780 до 4400 km². Пешчане дине су преовладавајући рељеф.
Падавине у сливу реке Тарим су изузетно ретке, а у неким годинама не постоје. У пустињи Такла Макан и у сливу Лоп Нур, просечна годишња количина падавина је око 12 милиметара.

## Флора и фауна
Биљна вегетација заступљена је дуж речног корита и њених притока. На ободима реке расте жбуње и стабла пелина, а уз речно корито шуме топола и макија.
Река Тарим је богата рибом, а животињски живот на реци и околној пустињи је разнолик. Долина Тарима је станиште за многе птице селице.

## Историја
Кинески народ је првобитно сматрао да је Тарим горњи ток Жуте реке, али у време бивше династије Хан, било је познато да се она улива у Лоп Нур.